# Looptijd (financiering en belegging)
Looptijd is de periode waarbinnen effecten als een deposito, obligatie en hypothecaire lening te verhandelen zijn. De tijd tussen de ingangsdatum en laatste vervaldag wordt veelal in maanden uitgedrukt. De looptijd van een obligatie die op 1 januari 2020 wordt uitgegeven en waarbij op de vervaldatum van 1 januari 2025 de hele lening wordt afgelost, is dus 5 jaar of 60 maanden.  